# Pelicinus schwendingeri
Espèce
Pelicinus schwendingeri est une espèce d'araignées aranéomorphes de la famille des Oonopidae.

## Distribution
Cette espèce se rencontre :
- en Thaïlande dans la province de Krabi[2] ;
- en Chine à Hainan[3].

## Description
Le mâle holotype mesure 1,70 mm.

## Étymologie
Cette espèce est nommée en l'honneur de Peter J. Schwendinger.

## Publication originale
- Platnick, Dupérré, Ott, Baehr & Kranz-Baltensperger, 2012 : The Goblin Spider Genus Pelicinus (Araneae, Oonopidae), Part 1. American Museum Novitates, no 3741, p. 1-43 (texte intégral).